# تومي شاين شتاينر
تومي شاين شتاينر (بالإنجليزية: Tommy Shane Steiner)‏ هو كاتب أغاني أمريكي، ولد في 9 أكتوبر 1973.

## وصلات خارجية
- الموقع الرسمي
- تومي شتاينر على موقع ميوزك برينز (الإنجليزية)
- تومي شتاينر على موقع أول ميوزيك (الإنجليزية)
- تومي شتاينر على موقع ديسكوغز (الإنجليزية)